# Wendwilsonita
La wendwilsonita es un mineral arseniato encuadrado en la clase de los minerales fosfatos, y dentro de esta pertenece al llamado “grupo de la roselita”. Fue descubierta a partir de ejemplares obtenidos en la mina Sterling, Sterling Hill, Ogdensburg, en Nueva Jersey (Estados Unidos) y también en el distrito de Bou Azzer, Uarzazat, Draa-Tafilalet (Marruecos). Las dos localidades se consideran conjuntamente localidades tipo. Fue aprobada como nueva especie mineral en 1985, con la clave IMA1985-047. Su nombre es un homenaje a Wendell E. Wilson, editor de la revista The Mineralogical Record.

## Características físicas y químicas
Es un arseniato hidratado de calcio y magnesio, que cristaliza en el sistema cristalino monoclínico. Generalmente se encuentra como tapices de microcristales, asociado frecuentemente a cobaltoaustinita, talmesita y eritrina, o como cristales individuales sobre calcita. Es isoestructural con la brandtita (Ca2Mn2+(AsO4)2 · 2H2O), y forma una serie de solución sólida con la roselita (Ca2(Co2+,Mg)(AsO4)2 ·2H2O), en la que la sustitución gradual del magnesio por cobalto va dando los distintos términos de la serie. Siempre contiene algo de cobalto, que le da un color rosa más o menos intenso.

## Formación y yacimientos
Es un raro mineral secundario formado en yacimientos de minerales del cobalto sometidos a alteración hidrotermal. Además de en las localidades tipo, se ha encontrado en diversos yacimientos de la zona de Bou Azzer y en Schneeberg, Erzgebirgskreis, Sajonia (Alemania).